# Taj Mahal (hudebník)
Taj Mahal, vlastním jménem Henry St. Clair Fredericks (* 17. května 1942, New York), je americký bluesový kytarista a zpěvák. Narodil se v Harlemu v New Yorku, ale vyrůstal ve Springfieldu v Massachusetts. Jeho otec byl jazzový pianista a skladatel, původem z Jamajky.
Počátkem 60. let studoval Taj Mahal zemědělství na University of Massachusetts Amherst, studium ukončil v roce 1964 (v roku 2006 mu univerzita udělila čestný titul Doctor of Fine Arts). Během studií založil skupinu Taj Mahal & Elektras. K uměleckému jménu Taj Mahal ho údajně inspiroval jeden sen. Po studiu se přestěhoval do Los Angeles, kde s Ryem Cooderem založili v roce 1964 skupinu Rising Sons. Skupina podepsala smlouvu s labelem Columbia Records, vydala první singl a nahrála album, které však vyšlo až v roce 1992.
Taj Mahal byl z takového jednání velmi zklamaný, proto se rozhodl skupinu opustit a začít sólovou kariéru. Jeho první sólové album Taj Mahal z roku 1968, které vyšlo opět u Columbia Records, se prodávalo velmi dobře. Ve stejném roce vydává také úspěšnou desku The Natch'l Blues. Následující album Giant Step z roku 1969 jen upevnilo jeho pozici mezi americkými bluesovými hvězdami. Titulní skladba z této desky patří mezi jeho nejznámější a nejhranější skladby.

## Výber z diskografie
- 1968 – Taj Mahal
- 1968 – The Natch'l Blues
- 1969 – Giant Step/De Ole Folks At Home
- 1971 – The Real Thing
- 1971 – Happy Just To Be Like I Am
- 1972 – Recycling The Blues & Other Related Stuff
- 1973 – Oooh So Good 'n Blues
- 1974 – Mo' Roots
- 1975 – Music Keeps Me Together
- 1976 – Satisfied 'N Tickled Too
- 1976 – Music Fa' Ya (Musica Para Ti)
- 1977 – Brothers (Soundtrack)
- 1977 – Evolution (The Latest)
- 1983 – Take A Giant Step
- 1986 – Taj
- 1991 – Mule Bone
- 1991 – Like Never Before
- 1993 – Dancing The Blues
- 1993 – An Evening of Acoustic Music
- 1993 – The Source by Ali Farka Touré (World Circuit WCD030 / Hannibal 1375)
- 1995 – Mumtaz Mahal (s V. M. Bhattom a N. Ravikiranom)
- 1996 – Phantom Blues
- 1997 – Señor Blues
- 1998 – Sacred Island (s The Hula Blues Band)
- 1999 – Kulanjan (with Toumani Diabaté)
- 2000 – Shoutin' In Key
- 2003 – Hanapepe Dream
- 2003 – Martin Scorsese Presents The Blues – Taj Mahal
- 2003 – Blues with Feeling
- 2004 – Musicmakers with Taj Mahal
- 2004 – Etta Baker with Taj Mahal
- 2005 – Mkutano Meets The Culture Musical Club Of Zanzibar
- 2005 – The Essential Taj Mahal